# Трость (село)
Трость — колишнє село в Україні, у Вишгородському районі Київської області. Підпорядковувалось Руднє-Димерській сільській раді. Розташовувалося за 5 км на схід від Рудні-Димерської.
Виникло не раніше 1931 року. На 1991 рік у селі ніхто не проживав.
10 березня 1994 року Київська обласна рада зняла село з обліку. Територія колишнього села поступово заростає лісом, подекуди проглядаються фундаменти будинків..